# Hunter Liggett
Pour les articles homonymes, voir Liggett.
Hunter Liggett, né le 21 mars 1857 et mort le 30 décembre 1935 à San Francisco, est un général américain qui participe à la Première Guerre mondiale, il commande successivement la 41e division d'infanterie, puis le 1er corps d'armée et la 1re armée américaine. À la tête de ces unités, il participe aux combats lors de la Seconde bataille de la Marne, de la Bataille de Saint-Mihiel et au cours de l'offensive Meuse-Argonne. Il quitte le service actif en 1921.

## Biographie

### Début de carrière
Liggett est né le 21 mars 1857 à Reading, en Pennsylvanie. En 1879, il obtient son diplôme de West Point comme sous-lieutenant, il est affecté au 5e régiment d'infanterie et sert dans les Territoires du Montana et du Dakota puis au Texas et en Floride. Durant cette période, il est promu capitaine.
Liggett participe aux guerres hispano-américaine et américano-philippine où il développe ses compétences de tacticien et de meneur d'hommes. En 1907, il prend le commandement d'un bataillon 13e régiment d'infanterie (en) à Fort Leavenworth. De 1909 à 1914, il est successivement étudiant, professeur et président de l'Army War College, il est promu au grade de brigadier général en février 1913.
Liggett est muté à la tête d'un état-major aux Philippines en 1914 pour étudier les sites d'invasion possibles de Luçon ; il a pour aide de camp le capitaine George Marshall. L'état-major constate que la voie d'invasion la plus probable est un débarquement dans le golfe de Lingayen et que la conquête de l'île serait inéluctable à moins que les États-Unis augmentent considérablement ses forces armées stationnées aux Philippines. En 1941, les Japonais envahiront Luçon par le golfe de Lingayen tout comme les États-Unis en 1945. Liggett est promu major général.

### Première Guerre mondiale
En 1917, Liggett prend le commandement de la 41e division d'infanterie, lors de la dissolution de cette unité, il est nommé à la tête du 1er corps d'armée en 1917. Il participe à la seconde bataille de la Marne et à la bataille de Saint-Mihiel. En octobre 1918, il dirige la 1re armée américaine et participe à l'Offensive Meuse-Argonne, puis à la poussée sur la Meuse. Après l'armistice, Liggett est nommé à la tête de la 3e armée américaine et occupe la Rhénanie comme force d'occupation.

### Après guerre
Liggett se retire de l'armée en 1921. Le congrès américain le nomme lieutenant-général à titre permanent en 1930. Il meurt à San Francisco le 30 décembre 1935, il est enterré au cimetière national de San Francisco dans la section 3 réservée aux officiers, parcelle 1.

## Honneurs et distinctions
- Army Distinguished Service Medal,
- Légion d'honneur,
- Ordre de Léopold, Belgique
- Ordre des Saints-Maurice-et-Lazare, Italie
- Le fort Hunter Liggett, le terrain d'aviation de fort Stewart, le hall Hunter Liggett à l'île des Gouverneurs et le transport de troupes USS Hunter Liggett (Seconde Guerre mondiale) sont nommés en son honneur.